# Josef Niederhofer

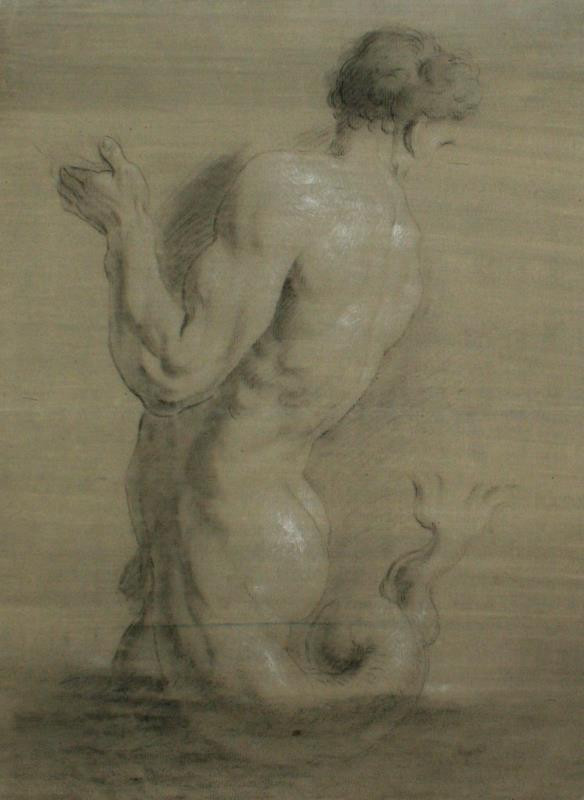
Josef Niederhofer: Triton

Josef Niederhofer (8. února 1809 Postupice – 18. února 1830 Praha) byl český, předčasně zemřelý malíř.

## Život
Narodil se v rodině geometra Andrease Niederhofera (*1759) a jeho manželky Josefy (1772–1830) jako mladší ze dvou synů.
Studoval na pražské Akademii spolu s Josefem Vojtěchem Hellichem, Karlem Nordem a Františkem Šírem.
Zemřel ve věku 21 let na ochrnutí plic (Lungenlahmung).

## Dílo
Ve vlastnictví Památníku národního písemnictví jsou litografie:
- Pozvánka na rektorskou inauguraci J. N. Kaňky	(1828 – litografie, papír)
- Ladislav odměňuje Jiskru (litografie, papír)

Moravská galerie v Brně vlastní Niederhoferovu kresbu Triton.

## Zajímavost
V červnu 1830 oznámila Společnost vlasteneckých přátel umění, že udělila Josefu Niederhauserovi zvláštní cenu za kompozici. Za zemřelého převzal zlatou medaili a 10 dukátů jeho otec Andreas.